# Jerzy Alkiewicz
Jerzy Alkiewicz (ur. 3 maja 1938 w Poznaniu, zm. 15 lipca 2005) – polski pediatra, pneumonolog i aerozolog.

## Życiorys
Był synem Jana Alkiewicza, dermatologa i mikologa, oraz Barbary Kolszewskiej. W 1956 ukończył III Liceum Ogólnokształcące w Poznaniu. Następnie studiował w Akademii Medycznej w Poznaniu, którą ukończył w 1963. Pracował w I Klinice Chorób Dzieci Instytutu Pediatrii AM w Poznaniu jako wolontariusz, a następnie asystent, starszy asystent, adiunkt, kierownik pracowni i ordynator, a od 1995 był kierownikiem kliniki. 
Uzyskał doktorat w 1973 roku (praca Badania nad morfologią, topografią i częstością występowania drożdżaków Candida albicans w migdałkach podniebiennych i gardłowych u dzieci), habilitację w 1990 roku (na podstawie rozprawy: Inhalacyjna postać koncentratu z Allium sativum w eliminacji Candida albicans u dzieci z chorobami układu oddechowego. W 1998 roku został profesorem zwyczajnym. 
Do jego głównych zainteresowań naukowych należały: grzybice narządów wewnętrznych u dzieci, aerozoloterapia oraz pneumonologia i alergologia dziecięca. Opracował metodę uzyskiwania i stosowania u dzieci koncentratu czosnku do wziewnego leczenia grzybicy.
Opublikował około 470 prac. Był twórcą i redaktorem naczelnym kwartalnika Postępy Aerozoloterapii, należał do komitetów naukowych kilku innych pism. 

## Odznaczenia
- Medal Komisji Edukacji Narodowej
- Krzyż Kawalerski Orderu Odrodzenia Polski
- Złoty Krzyż Zasługi
- Odznakę Honorową Miasta Poznania
- Odznakę Honorową za Zasługi w rozwoju województwa poznańskiego
- Nagrody Ministra Zdrowia oraz rektorskie[2]
- Tytuł Honorowego Obywatela miasta Trzcianka[3]